# おおすみ正秋
おおすみ 正秋（おおすみ まさあき、1934年11月26日 - ）は、日本の演出家、映画監督である。旧表記・本名は大隅 正秋（読みは同じ）。
兵庫県出身。東京工科大学大学院メディア学研究科メディア学専攻修士課程修了。東京工科大学片柳研究所クリエイティブアドバイザー。

## 人物・略歴
1934年（昭和9年）、兵庫県芦屋市に生まれる。
兄とともに人形劇団「神戸人形芸術劇場」を主宰。人形劇の「ひとみ座」出身者の藤岡豊らが結成した東京ムービーに参加してからはアニメの演出を手がけるようになり、その初期に活躍した。
その後、日本テレビ動画の『アニメドキュメント ミュンヘンへの道』（1972年）、創映社の『ラ・セーヌの星』（1975年）や『ろぼっ子ビートン』（1976年 - 1977年）、NHK『子鹿物語』（1983年）、劇場用アニメ映画『走れメロス』（1992年）なども手がけた。一方、『劇団飛行船』などで「マスクプレイミュージカル」と称する着ぐるみミュージカルなども手がけている。
1996年（平成8年）には世界初のバーチャルアイドルとしてデビューした「伊達杏子」の開発に携わった。
2003年（平成15年）、東京工科大学に新設された大学院メディア学研究科メディア学専攻（現・バイオ・情報メディア研究科メディアサイエンス専攻）修士課程（現・博士前期課程）に、漫画家で『ルパン三世』原作者のモンキー・パンチとともに入学、コンピューターアニメーションを研究する。2005年（平成17年）、同課程を修了し、同年、同大学の片柳研究所のクリエイティブアドバイザーに就任した。

### 交友関係
アニメーション監督の富野由悠季を自分に近い感覚を持つ人物として評価しており、後述の『ムーミン』でコンテマンとして起用したり、総監督をした『ラ・セーヌの星』の終盤１クールの演出を任せるなどしている。また富野もおおすみに好感を抱いており、『ムーミン』の依頼には二つ返事で応じたことを明かしている。

## 手法
高畑勲と同じく絵コンテを描かず口頭で伝える手法をとる。『走れメロス』で制作に加わった沖浦啓之は実質的に絵コンテを担当し、このことが自分のなかで大きな変化になったと語っている。

## 東京ムービー作品での降板劇

### ムーミン
『ムーミン』（フジテレビ系）の演出を担当するが、ストーリーやキャラクター設定が原作から逸脱していると原作者サイドからクレームが付いた事や製作サイドの赤字問題も重なり、第26話で制作会社が東京ムービーから虫プロダクションに変更になっている。その後の『新ムーミン』は全編虫プロが制作。東京ムービー時代とはキャラクター設定や基本プロットなどテイストの異なる作品となった。
1990年、テレスクリーンによって『楽しいムーミン一家』（テレビ東京系）が制作され、ムーミンキャラクター社がこの作品のみ「アニメ版ムーミンの世界標準」として公認。旧作の版権を持つ瑞鷹もこれを受諾し、国内においても旧作は再放送やソフト化が自粛され、事実上の「封印作品」となっている。

### ルパン三世
『ルパン三世 (TV第1シリーズ)』では前半の演出（監督）を担当、その都会的センスとスタイリッシュな映像作り、さらに「勧善懲悪という図式にとらわれた、子供向け」という従来のテレビアニメの制作体制に対する大隅自身の懐疑的な思想から生まれたピカレスクかつ頽廃的、シニカルな作品世界にはいまだに支持者も多い。しかし、本放送時には低視聴率に苦しみ、テレビ局からの対象年齢を下げるようにとの要求を飲むことができずに第3話の放映後に降板。その後の演出は作画監督・大塚康生の東映動画時代の知己でもある高畑勲と宮崎駿のコンビ（「Aプロダクション演出グループ」名義）に引き継がれた。TV第1シリーズ第1話で出てくる、峰不二子の逮捕状の裁判官名が“大偶正秋”となっている。
クレジット上は1-6話、9話、12話までが大隅の演出と表記されているが、実際には多少、高畑・宮崎二人の手が入っているものもある（放映順と製作順は異なる）。また、7話と10、11話も、もともと大隅が残した未完成の作品に程度の差こそあれ、両者が手を入れたものである。
高畑・宮崎コンビに代わってシニカルなハードボイルド路線から、よりコミカルでチームワークを基調とした路線へと変更したものの視聴率は伸び悩み、結局2クールで打ち切りとなっている。以来、東京ムービーと疎遠になったものの、1975年から1976年にかけて日本各地で何度も再放送され作品の再評価につながり、第2シリーズの制作が決定した。
峰不二子の声優がパイロット版2作では増山江威子なのに対し、第1シリーズでは二階堂有希子になった理由は「ルパンが不二子に挑みかかる場面があるんですよ。ところがその場面になるとシーンとしちゃって」「『どうしたの？』って聞くと『どうしてもできません』って」と、増山がお色気シーンをできなかったため仕方なく変更したと発言している。
その後、第1シリーズ放送から22年後の1993年7月23日に放送されたTVスペシャル『ルパン暗殺指令』で東京ムービー側からの関係修復の呼びかけに応えて監督を務めている。

## 参加作品

### テレビアニメ

#### 東京ムービー時代
- ビッグX(1965年) - 演出(第59話)
- オバケのQ太郎（1967年 - 1968年）- 演出
- パーマン（1967年 - 1968年）- 演出
- 怪物くん（1968年 - 1969年）- 演出・脚本
- ルパン三世 パイロットフィルム（1969年）- 演出（監督）
- ムーミン（1969年）- 演出（監督）（第1話 - 第26話）
- ルパン三世 (TV第1シリーズ)（1971年） - 演出（監督）（第1話 - 第12話）

#### フリー時代
- アニメドキュメント ミュンヘンへの道（1972年） - 監督
- ラ・セーヌの星（1975年） - チーフディレクター（第1話 - 第26話）、総監督（第27話 - 第39話）
- ろぼっ子ビートン（1976年 - 1977年） - 原作・監督・作詞
- 子鹿物語（1983年） - 監督
- ルパン三世 ルパン暗殺指令（1993年） - 監督

### 劇場アニメ

#### 東京ムービー時代
- アタックNo.1 涙の世界選手権（1970年） - 演出（監督）
- ムーミン（1971年） - 演出（監督）

#### フリー時代
- 海だ！船出だ！にこにこ、ぷん （1989年） - 脚本
- 走れメロス （1992年） - 監督・脚本
- ドラえもん のび太のねじ巻き都市冒険記（1997年）  - CGスーパーバイザー

### OVA
- ヤング・シェヘラザード （2004年） - 監督

### テレビドラマ
- ケーキ屋ケンちゃん（1972年）[6]
- おもちゃ屋ケンちゃん（1973年）[6]